# 瑞典
瑞典王國（瑞典語：Konungariket Sverige，發音：[ˈkôːnɵŋaˌriːkɛt ˈsvæ̌rjɛ] ⓘ），通稱瑞典（Sverige，[ˈsvæ̌rjɛ] ⓘ），是一个位于斯堪的纳维亚半岛的北歐国家，首都及最大城市为斯德哥尔摩。瑞典西鄰挪威，东北与芬兰接壤，西南濒临斯卡格拉克海峡和卡特加特海峡，東邊為波罗的海與波的尼亞灣，與丹麦、德国、波兰、俄罗斯、立陶宛、拉脫維亞和爱沙尼亚隔海相望，國土西南端通過厄勒海峽大桥与丹麦相连。瑞典面积为450,295平方公里，为北歐第一大国家，人口約1,000萬是北歐五國中最多的。64%的國土由森林覆蓋，人口密度低（每平方公里仅25人），只有都會地區人口密度較高，87%的人口居住在只佔国土面积1.5%的城市裡。瑞典是一个現代、自由與民主的高度发达国家，其公民享有高品质的生活，政府亦非常注重环保。
瑞典是传统的铁、铜和木材出口国，其水资源也很丰富，但石油和煤矿資源十分匮乏。隨着運輸和通訊的進步，這些自然資源也能夠更大規模地從各地開採，尤其是木材與鐵礦。經濟自由與教育普及而使瑞典開始歷經快速的工業化，並從1890年代開始發展製造業。20世紀中期，瑞典成為一個福利國家，於1995年加入欧洲联盟，隨後於2024年加入北約。
由於瑞典自第二次世界大战後開始設立福利國家之社會福利的制度，已被國際視為極力追求人权與平等的国家之一，並且在聯合國開發計劃署人类发展指数中通常名列前茅。

## 历史
根據考古学家的研究，隨著冰河時期內陸積雪漸漸溶解，瑞典一帶地區石器時代已有人聚居。他們居住在波羅的海附近，主要以打獵、蒐集、捕魚為生。貿易活動的遺跡顯示瑞典南部青铜器时代人口已頗為稠密。
九至十世紀時，瑞典地區發展出維京文化，以搶略、侵略、貿易、殖民等方式向東發展，受影響的地區包括波羅的海、俄羅斯及黑海。1150年代時瑞典佔領芬蘭，芬蘭成為瑞典本土一部份。
公元1397年，瑞典、丹麦、挪威三國共擁一主，但各國仍維持國家的身分，史稱卡尔馬联合。15世纪起，瑞典人極力抗拒丹麥的企圖吞併。1521年，瑞典國王古斯塔夫一世再次建立王權，瑞典從聯盟中獨立。
17世纪時瑞典在三十年戰爭（1618年－1648年）中獲得許多歐陸領土包括立窩尼亞和英格里亞，瑞典帝國躍升成為歐洲強國。然而在18世纪的大北方戰爭（1700年－1721年）中，瑞典先勝後敗，被改革後的俄羅斯帝國取代其在歐洲的地位。1809年芬蘭戰爭中瑞典戰敗，芬蘭被迫割给俄國，成為附屬于俄羅斯帝國的大公國。

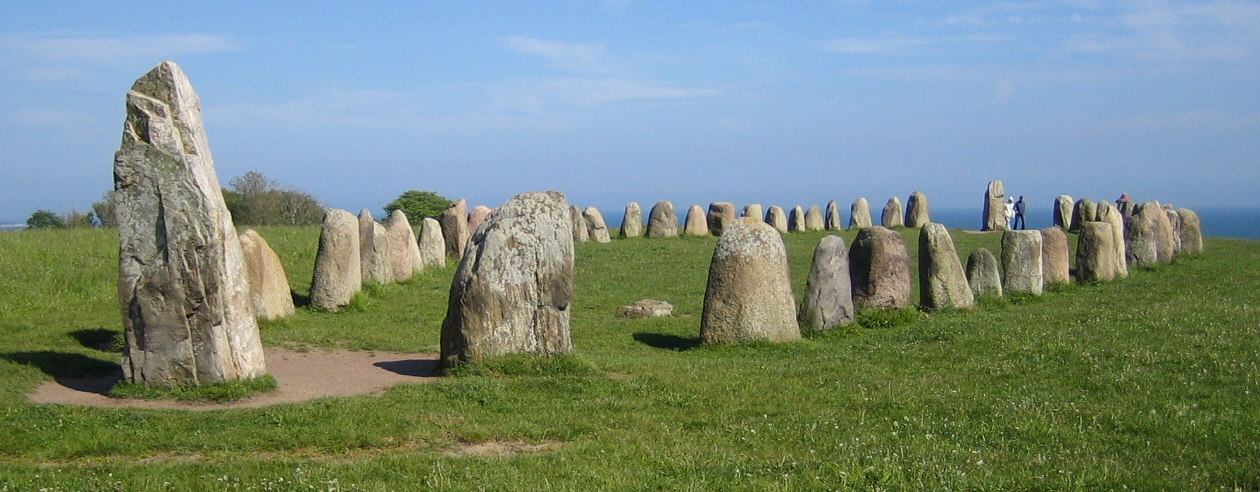
瑞典南部斯科讷阿勒斯巨石陣，估计为公元500年建造

1810年卡爾十三世為了與拿破崙交好，收法軍元帅伯納多特為養子，成為太子，登基之後，即後來的卡爾十四世·約翰。拿破崙戰爭結束後，根據基尔條約丹麥將挪威割予瑞典，最後一次參與的戰爭是1814年與將挪威合併的戰事。該戰後兩國組成由瑞典主導的瑞典-挪威联合王國，1905年解散。
瑞典在两次世界大战中均保持中立，但在二战納粹德國佔領挪威后，給予德國軍事通行权以及鐵礦資源。冷战時期沒有向美國或者蘇聯兩大陣營靠攏，因而被視為緩衝。瑞典不是任何軍事組織的成員，但會參與北约的軍事訓練，直到1995年放弃中立國地位，正式加入歐盟，隨後於2024年加入北約。
1901年，第一屆诺贝尔奖頒獎禮在斯德哥尔摩皇家音樂學院舉行。1902年開始由瑞典國王頒授諾貝爾獎（和平獎除外）。

## 地理

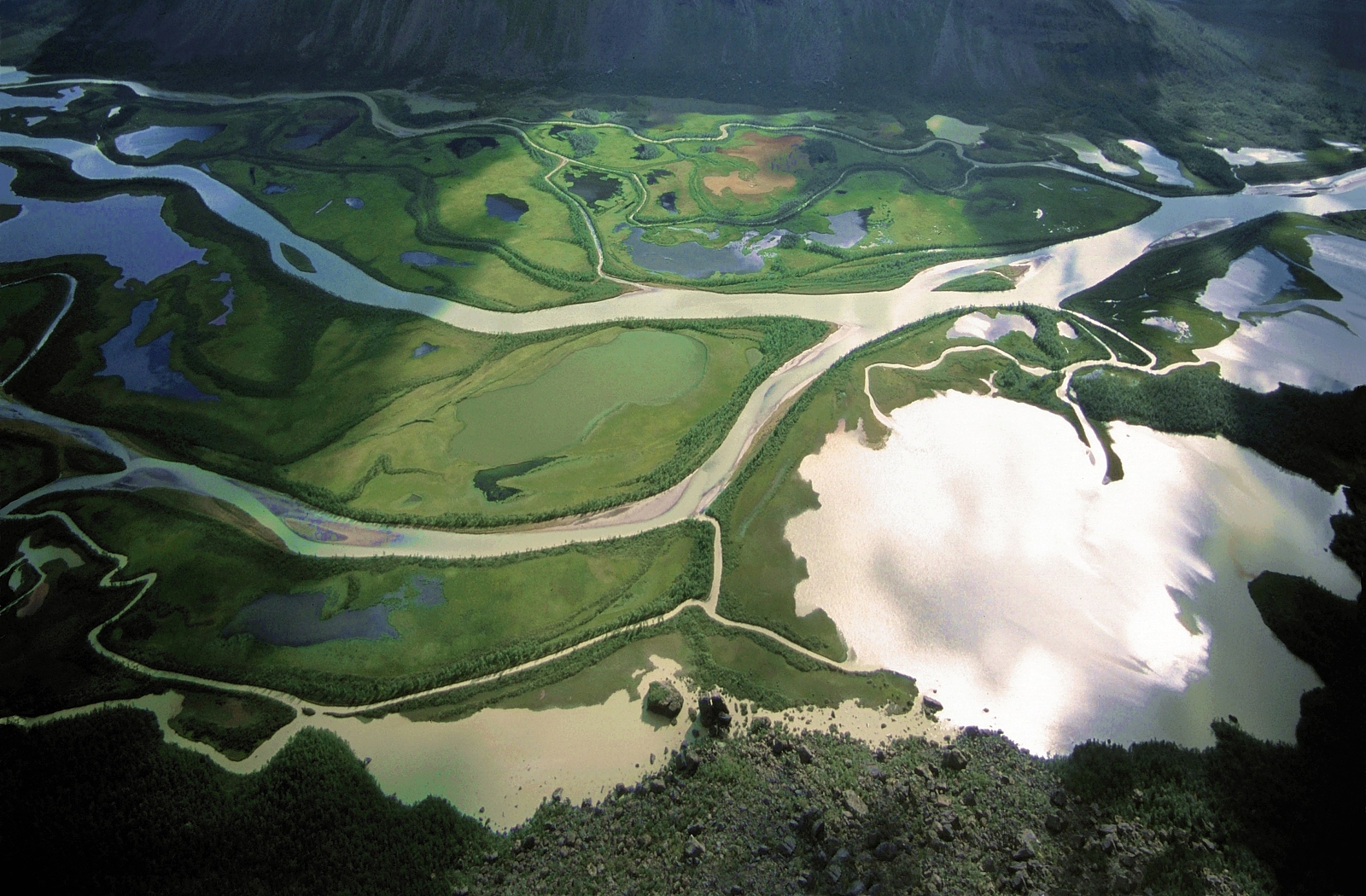
拉普人居住区是欧洲最大的未受破坏的自然区域

瑞典位于欧洲北部，斯堪的纳维亚半岛的东部，东面濒波罗的海和波的尼亚湾，因此有漫长的海岸线。西面为斯堪的纳维亚山脉，也是和挪威的分界线。
瑞典国土总面积为449,964平方公里（173,720平方英里），可耕地比率約佔7.0%，欧洲國家面積排名第五位，也是北欧最大的国家。瑞典地形狭长，南北长1574公里，东西最宽仅500公里，地势自西北向东南倾斜。从地理上分成三个大的地区，北部为诺尔兰高原，山岚起伏，大片辽阔的森林；斯韋阿蘭位于中南部，多为平原或丘陵，湖泊约9万个；最南部为約塔蘭，由斯莫兰高地和肥沃的斯科讷平原组成。大约有15%的瑞典国土位于北極圈以北。哥得兰岛和厄兰岛是瑞典最大的島嶼；维纳恩湖、韦特恩湖和梅拉倫湖是瑞典最大的湖泊。南部的厄勒海峡地区和中部的梅拉伦湖周边则人口密度最高。

### 气候
由于北大西洋暖流的影响，瑞典大部分地区属温带气候。即使位於較高緯度，但四季仍分明，氣候亦溫和。瑞典可劃分三種氣候，南部主要是海洋性氣候；中部地區主要是溫帶大陸性濕潤氣候；北部主要為亞寒帶氣候。由於受到北大西洋暖流的影響，瑞典較其他相同緯度的國家（例如：俄羅斯、加拿大及美國北部）較為溫暖及乾燥。年平均降水量500－800毫米。西南部地區有較多降水，年平均降水量有1,000至1,200毫米。
瑞典的日照時間有較大的變化。瑞典的全年日照時間大約由1,100至1,900小時。在北極圈以南的地區，夏季日照時間較長。例如首都斯德哥爾摩，在六月尾，日照時間會長達18小時以上，但在冬季（如十二月尾），日照時間則縮短至大約6小時。南北地區在溫度上亦有明顯的變化。中南部地區普遍有較溫暖的夏季（平均最高溫度大約20至25度，最低溫度大約12至15度）及較寒冷的冬季（平均溫度大約零下4至2度）。在北部地區，夏季較短及較清涼，但有較長及寒冷有雪的冬天。

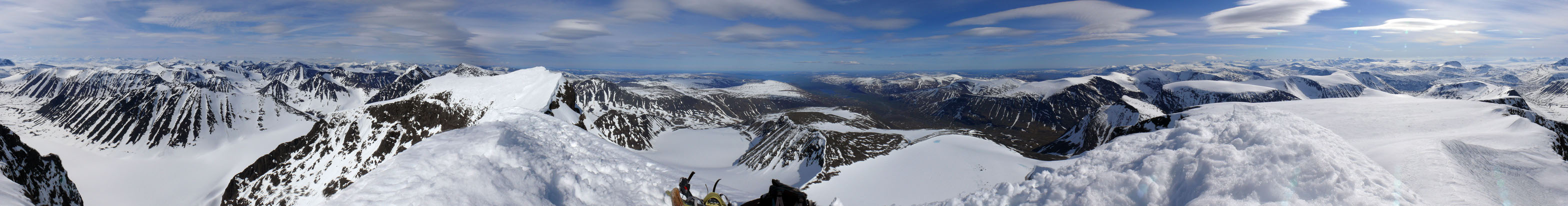
瑞典境內的斯堪的納維亞山脈

1961－1990年瑞典部分氣象站的平均氣溫
以氣象站地點由南至北排列。
| 氣象站編號 | 氣象站           | 一月  | 二月  | 三月  | 四月 | 五月 | 六月 | 七月 | 八月 | 九月 | 十月 | 十一月 | 十二月 | 年均 |
| ---------- | ---------------- | ----- | ----- | ----- | ---- | ---- | ---- | ---- | ---- | ---- | ---- | ------ | ------ | ---- |
| 5337       | 馬爾默           | 0.1   | 0.0   | 2.2   | 6.4  | 11.6 | 15.8 | 17.1 | 16.8 | 13.6 | 9.8  | 5.3    | 1.9    | 8.4  |
| 6203       | 赫爾辛堡         | 0.6   | -0.1  | 2.0   | 6.0  | 11.2 | 15.3 | 16.7 | 16.6 | 13.6 | 9.9  | 5.2    | 1.8    | 8.3  |
| 6451       | 韋克舍           | -2.8  | -2.8  | 0.0   | 4.7  | 10.2 | 14.3 | 15.3 | 14.9 | 11.2 | 7.0  | 2.3    | -1.2   | 6.1  |
| 7839       | 維斯比           | -0.5  | -1.2  | 0.7   | 4.1  | 9.5  | 14.0 | 16.4 | 16.0 | 12.5 | 8.6  | 4.3    | 1.2    | 7.1  |
| 7447       | 延雪平           | -2.6  | -2.7  | 0.3   | 4.7  | 10.0 | 14.5 | 15.9 | 15.0 | 11.3 | 7.5  | 2.8    | -0.7   | 6.3  |
| 7263       | 哥德堡           | -0.9  | -0.9  | 2.0   | 6.0  | 11.6 | 15.5 | 16.6 | 16.2 | 12.8 | 9.1  | 4.4    | 1.0    | 7.8  |
| 8323       | 舍夫德           | -2.8  | -2.9  | 0.0   | 4.6  | 10.6 | 15.0 | 16.2 | 15.2 | 11.1 | 7.1  | 2.2    | -1.1   | 6.3  |
| 8634       | 北雪平           | -3.0  | -3.2  | 0.0   | 4.5  | 10.4 | 15.1 | 16.6 | 15.5 | 11.3 | 7.2  | 2.2    | -1.4   | 6.3  |
| 9516       | 厄勒布魯         | -4.0  | -4.0  | -0.5  | 4.3  | 10.7 | 15.3 | 16.5 | 15.3 | 10.9 | 6.6  | 1.3    | -2.4   | 5.8  |
| 9720       | 斯德哥爾摩布洛馬 | -3.5  | -3.7  | -0.5  | 4.3  | 10.4 | 15.2 | 16.8 | 15.8 | 11.4 | 7.0  | 2.0    | -1.8   | 6.1  |
| 9739       | 斯德哥爾摩阿蘭達 | -4.3  | -4.6  | -1.0  | 3.9  | 9.9  | 14.8 | 16.5 | 15.2 | 10.7 | 6.4  | 1.2    | -2.6   | 5.5  |
| 10458      | 穆拉             | -7.4  | -7.2  | -2.4  | 2.5  | 9.1  | 14.1 | 15.4 | 13.5 | 9.3  | 4.9  | -1.6   | -6.1   | 3.7  |
| 10740      | 耶夫勒           | -4.8  | -4.5  | -1.0  | 3.4  | 9.3  | 14.6 | 16.3 | 14.9 | 10.6 | 6.0  | 0.6    | -3.3   | 5.2  |
| 12724      | 松茲瓦爾         | -7.5  | -6.3  | -2.3  | 2.5  | 8.2  | 13.8 | 15.2 | 13.8 | 9.4  | 4.8  | -1.5   | -5.7   | 3.6  |
| 13410      | 厄斯特松德       | -8.9  | -7.6  | -3.5  | 1.3  | 7.6  | 12.5 | 13.9 | 12.7 | 8.2  | 3.8  | -2.4   | -6.3   | 2.6  |
| 14050      | 于默奧           | -8.7  | -8.3  | -4.0  | 1.4  | 7.6  | 13.3 | 15.6 | 13.8 | 9.0  | 4.0  | -2.3   | -6.4   | 2.9  |
| 15045      | 謝萊夫特奧       | -10.2 | -8.7  | -4.2  | 1.2  | 7.6  | 13.6 | 15.7 | 13.5 | 8.5  | 3.2  | -3.4   | -7.5   | 2.5  |
| 16288      | 呂勒奧           | -12.2 | -11.0 | -6.0  | 0.3  | 6.6  | 13.0 | 15.4 | 13.3 | 8.0  | 2.6  | -4.5   | -9.7   | 1.3  |
| 16395      | 哈帕蘭達         | -12.1 | -11.4 | -6.8  | -0.5 | 6.1  | 12.8 | 15.4 | 13.2 | 8.0  | 2.5  | -4.2   | -9.5   | 1.1  |
| 16988      | 約克莫克         | -17.5 | -14.9 | -8.6  | -1.1 | 5.9  | 12.2 | 14.3 | 11.8 | 5.7  | -0.2 | -9.3   | -14.6  | -1.4 |
| 17897      | 塔爾法拉谷       | -11.8 | -11.3 | -10.6 | -7.5 | -1.9 | 3.2  | 6.4  | 5.3  | 0.8  | -3.9 | -7.9   | -10.7  | -4.2 |
| 18076      | 耶利瓦勒         | -14.3 | -12.5 | -8.4  | -1.9 | 5.0  | 11.0 | 13.0 | 10.7 | 5.6  | -0.6 | -8.1   | -12.2  | -1.1 |
| 18094      | 基律纳           | -13.9 | -12.5 | -8.7  | -3.2 | 3.4  | 9.6  | 12.0 | 9.8  | 4.6  | -1.4 | -8.1   | -11.9  | -1.7 |

### 植被
南部地区以阔叶林为主，最常见的是桦树；北部和中部均为针叶林，以松树、雲杉居多。

## 行政区划
瑞典1997年和1998年进行了2项省份合并，目前划分为21个省（län）和290个市镇（kommun）。省长由国王任命；省议会则由选民选举产生。瑞典省和市镇相对独立，并无直接隶属关系。
| 區劃圖 | 代號         | 省           | 省           | 首府       | 首府 |
| ------ | ------------ | ------------ | ------------ | ---------- | ---- |
|        | AB           | 斯德哥尔摩省 |              | 斯德哥尔摩 |      |
| AC     | 西博滕省     |              | 于默奧       |            |      |
| BD     | 北博滕省     |              | 吕勒奥       |            |      |
| C      | 乌普萨拉省   |              | 乌普萨拉     |            |      |
| D      | 南曼兰省     |              | 尼雪平       |            |      |
| E      | 东约特兰省   |              | 林雪平       |            |      |
| F      | 延雪平省     |              | 延雪平       |            |      |
| G      | 克鲁努贝里省 |              | 韦克舍       |            |      |
| H      | 卡尔马省     |              | 卡尔马       |            |      |
| I      | 哥特兰省     |              | 维斯比       |            |      |
| K      | 布萊金厄省   |              | 卡尔斯克鲁纳 |            |      |
| M      | 斯科讷省     |              | 马尔默       |            |      |
| N      | 哈兰省       |              | 哈尔姆斯塔德 |            |      |
| O      | 西约塔兰省   |              | 哥德堡       |            |      |
| S      | 韦姆兰省     |              | 卡尔斯塔德   |            |      |
| T      | 厄勒布鲁省   |              | 厄勒布鲁     |            |      |
| U      | 西曼兰省     |              | 韦斯特罗斯   |            |      |
| W      | 达拉纳省     |              | 法伦         |            |      |
| X      | 耶夫勒堡省   |              | 耶夫勒       |            |      |
| Y      | 西诺尔兰省   |              | 海讷桑德     |            |      |
| Z      | 耶姆特兰省   |              | 厄斯特松德   |            |      |

## 人口
瑞典是世界上人口自然增长率最低、平均寿命最长和老龄化程度最高的国家之一。全国90％的人口集中在南部和中部地区，斯德哥尔摩、哥德堡和马尔默是瑞典人口最密集的三大城市。
2004年8月，瑞典人口第一次超过900万。2017年1月20日，瑞典全国注册人口突破1000万。约12%（110万）的人口出生地不在瑞典，16.7%（153万）的人口是移民或移民的后代，反映了北欧人口流动性高、早期劳工移民及后期的难民潮等现象。2010年的數據，14.3%的瑞典人有移民背景，9.2%來自非歐盟國家，5.1%來自歐盟國家。
移民多数来自芬兰、土耳其、德国、丹麦、挪威、波兰、伊朗、伊拉克和前南斯拉夫等国家。根据瑞典移民局的资料统计，目前北欧国家的移民还是佔了多数。据2005年资料统计，来自北欧国家移民有20,162人，来自亚洲为16,739人，来自非洲为5,625人，而来自拉丁美洲为2,655人。
第二次世界大战时期，有大量波罗的海周边国家（如爱沙尼亚、拉脫維亞和立陶宛）的人民来到瑞典，不过其中大部分人在战后回到了自己的国家。
移民的增加也导致瑞典犯罪率的上升，1997年到2001年期间，大约有25%的案件和移民相关，尤其以北非和西亚的移民居多。

### 人口号系统
人口号（瑞典语： Personnummer）是瑞典公民身份识别号码，在瑞典被广泛用于识别和确认个人信息。该号码由政府、医疗保健机构、学校、大学、银行和保险公司等使用。其他公司也经常要求提供该号码换取后付费服务（post-paid service）。

## 语言
瑞典的官方语言是瑞典語，属印欧语系的北日耳曼语支，又称斯堪的那维亚语支，与丹麦语及挪威语相近，但发音与写法均相异。挪威人能够轻松地理解瑞典语。丹麦人也可以理解，但比起挪威人稍微有一点难度。反过来，这种情况对于讲标准瑞典语的居民同样存在：挪威语比丹麦语更易理解。2009年7月1日，新的语言法诞生，瑞典语成为瑞典的官方语言。瑞典语是否是官方语言曾在历史上有争议。瑞典國會在2005年把瑞典語訂為官方語言的議案沒能通過。瑞典語是瑞典「主要語言」（huvudspråk），而「少數族裔語言」（minoritetsspråk）包括芬蘭語、梅安语、薩米語（多種方言）、羅姆語和意第緒語。
随着贸易全球化，英语成为瑞典人最普遍的第二语言，对生于第二次世界大战以后的人尤其如此。从1849年开始，英语就是高中的必修课程，在1940年代后期更是成为所有瑞典学生的必修课程。大部分瑞典人还掌握其它一门甚至几门语言，如西班牙语、德语、法语和意大利语等。

## 政治

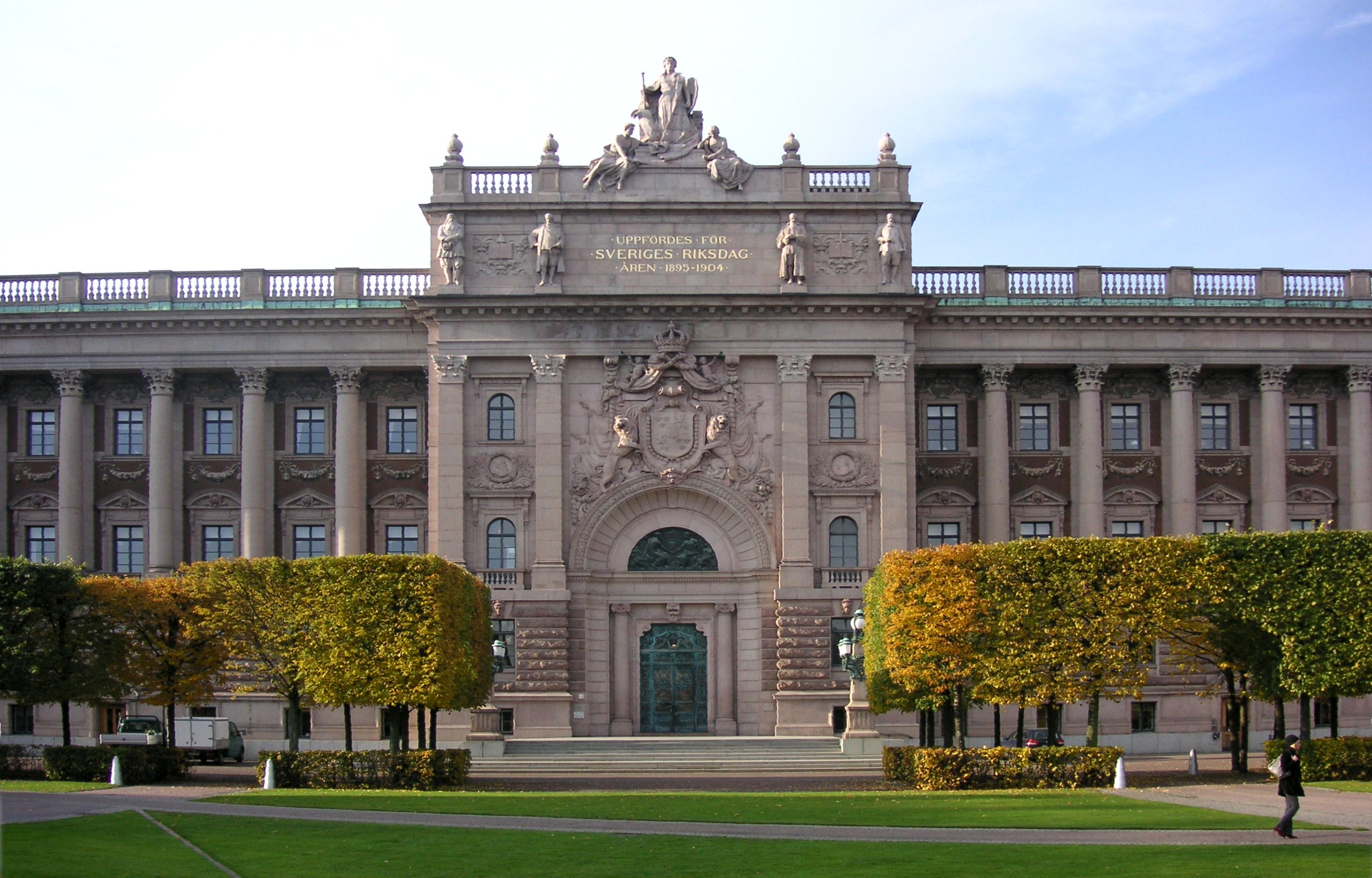
瑞典國會

瑞典是君主立憲制國家，卡爾十六世·古斯塔夫是現任瑞典國王，僅履行代表性或禮儀性職責，不干預議會和政府工作。
瑞典實行內閣制，政府首長為首相，由議會選舉所產生。現代瑞典的立法機構是瑞典國會，共有349名議員，選舉產生首相。議會選舉每四年舉行一次，日期為九月的第二個星期天。其主要職能包括制定法律、決定稅收和公共資金的使用、監督政府行為和國家行政等。瑞典政府內閣受議會委託管理國家，並對議會負責。法院分普通法院和行政法院兩個法院體系。行政法院與議會督導制度共同監督政府行政，是瑞典政治制度的特點。

## 军事

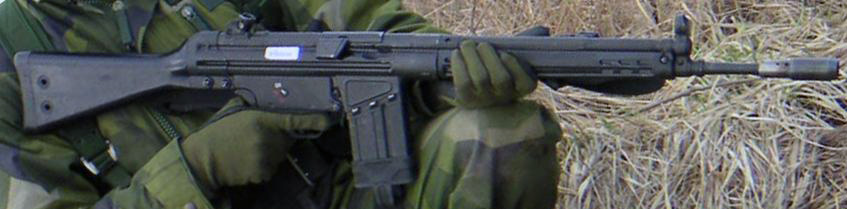
瑞典步兵使用的AK4步槍

瑞典軍隊的正式名稱為國防軍（Försvarsmakten），衍生自瑞典語中的「國防」（försvar）和「武力」 （makt）兩詞。主要任務是在於維護和平，保衛國家。瑞典軍隊又分為陸軍、海軍、空軍，即作為政府機構，向瑞典國防部負責。 麥克·拜登上將是現任三軍最高指揮官。 國防部則由國防大臣彼得·胡爾特奎斯特領導。除此之外，瑞典還設有鄉土防衛隊（Hemvärnet）。
瑞典近年來的男性軍人在逐漸減少，與此同時，女性軍人卻在輕微增加。在徵募新兵的條件是看誰更願意參軍，而不是誰更適合軍方的需要，所有士兵都是自願從軍。 1975年入伍的新兵的數量為45000人，而2003年降為15000人。根據2004年的防衛提案，每年接受訓練的軍人數量將減為5000人到10000人之間。 2009年的軍人總數為72000人。 
瑞典參加了剛果民主共和國、塞浦路斯、波黑、科索沃、黎巴嫩和阿富汗地區的聯合國維和部隊行動。 
2024年3月7日，瑞典正式加入北大西洋公约组织，成为该组织的第32名成员国。

## 经济

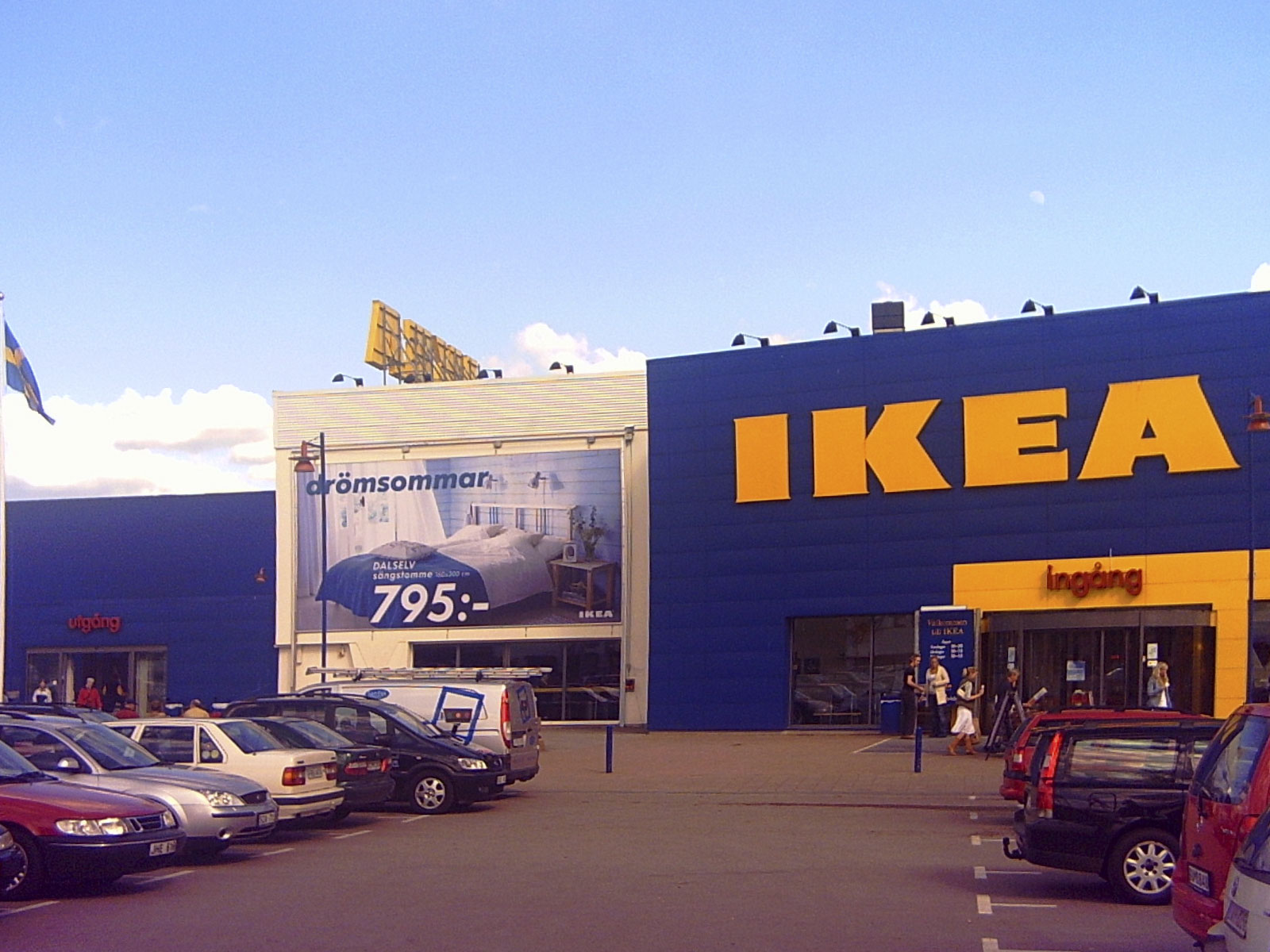
IKEA家具店

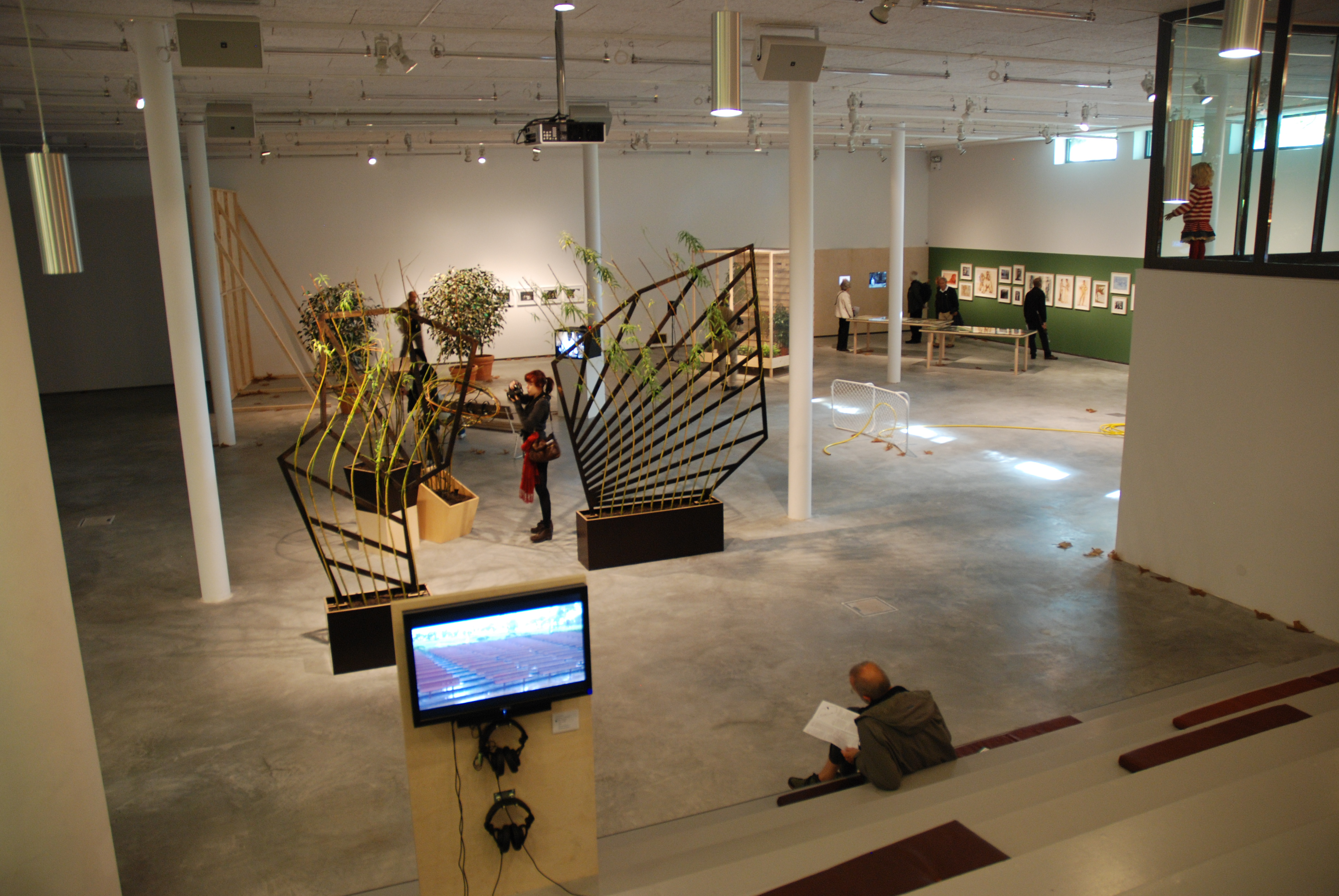
馬拉保帕爾肯美術館

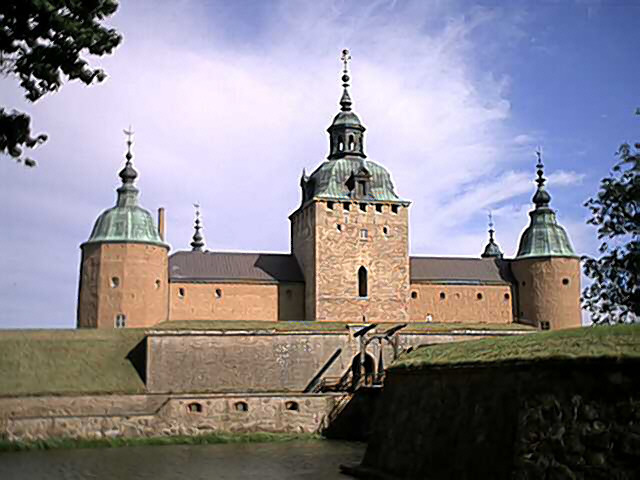
卡尔马城堡

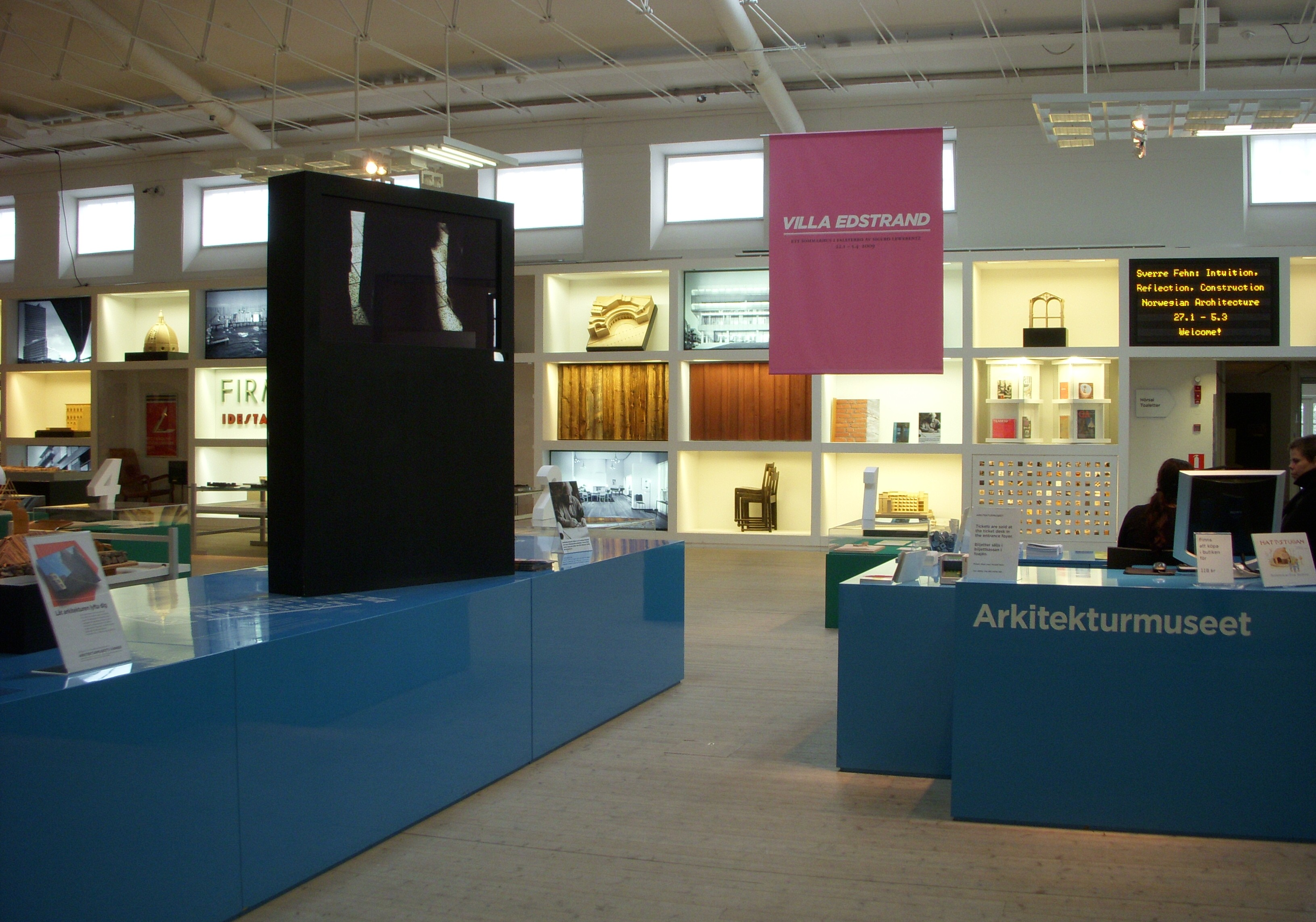
斯德哥爾摩現代藝術博物館

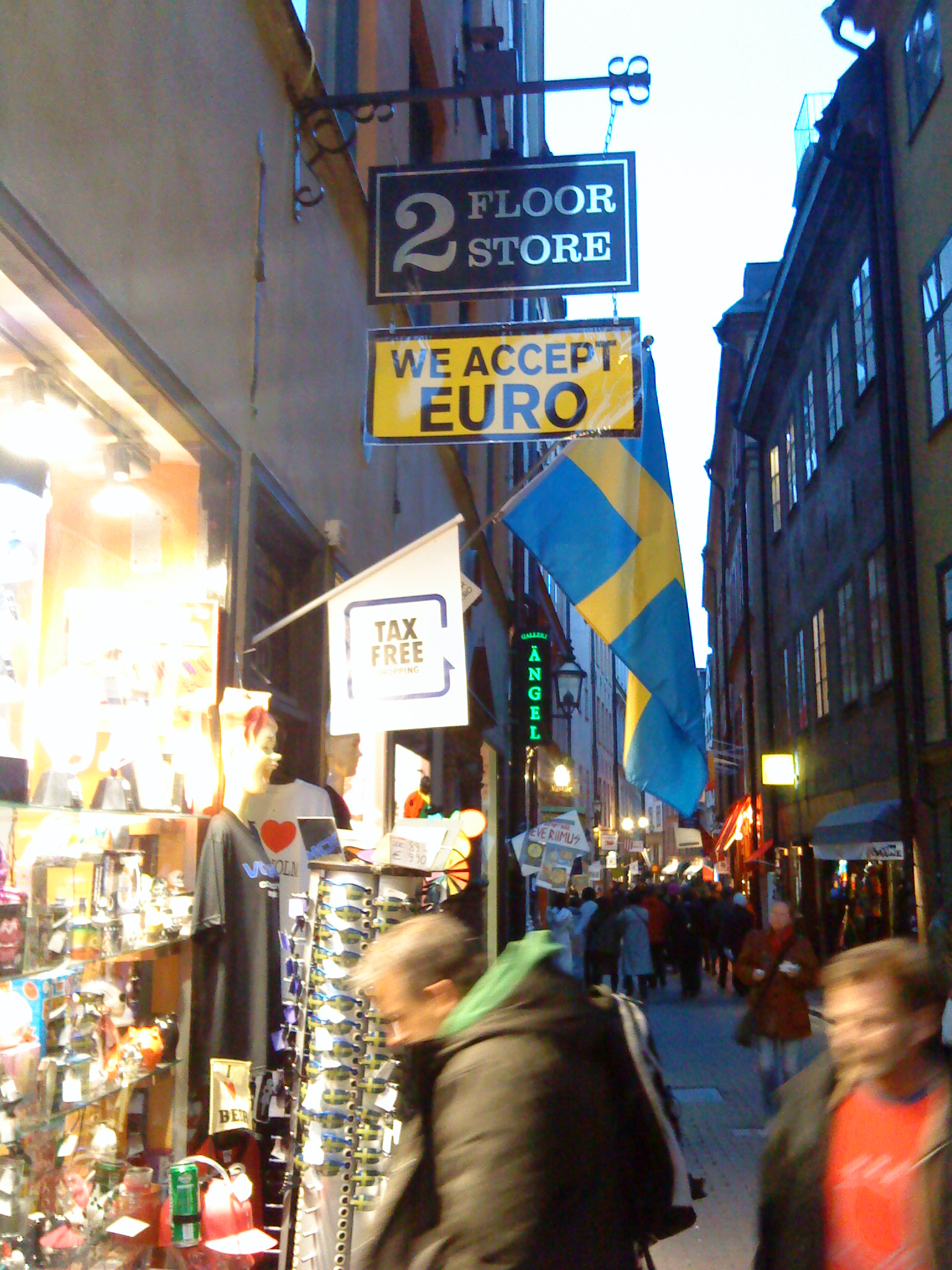
瑞典歐元商店

19世紀以來，隨着資本主義經濟的成長，加上一直在政治上保持中立，瑞典經濟發展逐漸加速。到20世紀中葉更是飛速發展，成為一個工業發達的資本主義國家。1970年代開始，瑞典實施了新的產業調整戰略，進一步加大科研的力度和投入，積極發展現代高新技術產業，成為現代化福利社會。
近百年來，農業在瑞典國民經濟中的地位持續下降，瑞典農業勞動人口只佔全國就業人口的3％左右，現有耕地300萬公頃，農產品自給率達80％以上，所產各類食品除滿足本國需要外，還可供出口。
瑞典森林資源豐富，林業在國民經濟中地位重要，除木材原料出口外，還建立了龐大的造紙、家具、林產化工等配套深度加工工業部門，其產量和出口量均居世界最前列。其中針葉樹木產品的出口額居世界第二，紙漿出口居世界第三，紙業出口居世界第四。同時政府注重環境保護，每年的採伐量不超過自然生長量，使得瑞典森林覆蓋率長期保持穩定。
瑞典在保留傳統的特色同時，產業優勢也已轉向技術整合度高的機械工業和化學工業，同時大力發展資訊、電信、生技、 醫藥、環保等新興產業。目前，瑞典擁有自己的航空業、核工業、汽車製造業、先進的軍事工業，以及全球領先的電訊業和醫藥研究能力。在軟體開發、微電子、遠程通訊和光子領域，瑞典也居世界領先地位。
瑞典由於只有千萬人口，因此一直支持世界貿易自由化，是出口導向型經濟的國家，對外貿易依存度為80％左右，出口利潤佔GDP的45％左右。瑞典擁有很多國際知名的品牌，如、斯堪尼亞汽車、愛立信、Spotify、伊萊克斯電器、ABB、利樂包裝、哈蘇相機、宜家家居、H&M、阿斯利康製藥、斯凱孚、阿法拉伐集團和阿特拉斯·科普柯集團等等。按人口比例計算，瑞典是世界上擁有跨國公司最多的國家。2006年，瑞典共有6家企業進入《財富雜誌》評選的全球500強企業。

## 交通
瑞典共有152座機場（2007年）、250條跑道，其中3條跑道長超過3,047公尺，12條跑道長2,438公尺至3,047公尺，75條跑道長1,524公尺至2,437公尺，24座條跑道長914公尺至1,523公尺，38條跑道長度短於914公尺；未建造跑道共有98條。鐵路總長11,528公里（2006年），皆為標準軌（軌距1.435公尺），並有7,527公里已電氣化。公路總長424,947公里（2004年），已建設完成的有129,651公里，包含1,591公里的高速公路，建設中有295,296公里。瑞典境內有運河2,052公里（2005年）。亦建有798公里的瓦斯管（2007年）。

## 社會
瑞典是少数未参與第二次世界大战的国家之一，战后瑞典集中精力发展经济，实行广泛的社会福利政策，建立了比较完善的社会福利制度。社会福利项目从父母带薪长期产假，到医疗保障病假补助，从失业保障和养老金，到义务教育，内容广泛，被称之为“从摇篮到坟墓”的保障。
瑞典实施高个人所得税率政策，收取高额税收以实现福利保障的资金。瑞典的税种名目繁多，对个人而言，除个人收入所得税外，还有利息税、遗产税等，炒股票基金，买卖房屋等其他经营活动所得同样也要交税。购买商品要交增值税。公司则要付雇主税。每年的四月份到六月期间，瑞典人都要主动向税务局申报自己去年的所有收入。
有学者认为这种北欧福利模式是在社会主义和资本主义之间的一种模式，属于混合经济。瑞典的福利制度也因为欧洲经济衰退而面临困境，人口老龄化，年轻人缺乏就业积极性。这都是高福利国家普遍面对的问题，瑞典正在进行一系列改革，增强经济活力，完善制度。
國際助老會（HelpAge International）發表「2013年全球年齡觀察指數」（Global AgeWatch 2013 Index），針對全球91個國家高齡者的幸福度進行排名，瑞典排名第一。
瑞典的社会被描述为国家个人主义，其中国家的干预将人们从对家庭、教会和私人慈善机构的依赖中解放出来，增强了个人的自主权。瑞典得益于其良好的平均受教育水平，大多数人对海外移民群体都较为友善。

## 教育
作为高福利的一部分，瑞典是世界上为数不多的实行全部免费教育的国家，不仅从小学到大学毕业的各级学校均免收学费。1-5岁的孩子被送到公共幼稚园。6-16岁的孩子则进入综合学校，共分三个阶段九级。毕业后，90%的学生进入高中继续学习，然后通过资格考试进入大学深造。很多瑞典人在高中后直接工作。
新的移民可以免费参加移民局开办的瑞典语课程培训班（SFI），以帮助新移民尽快得掌握瑞典语，以融入瑞典社会。

## 宗教

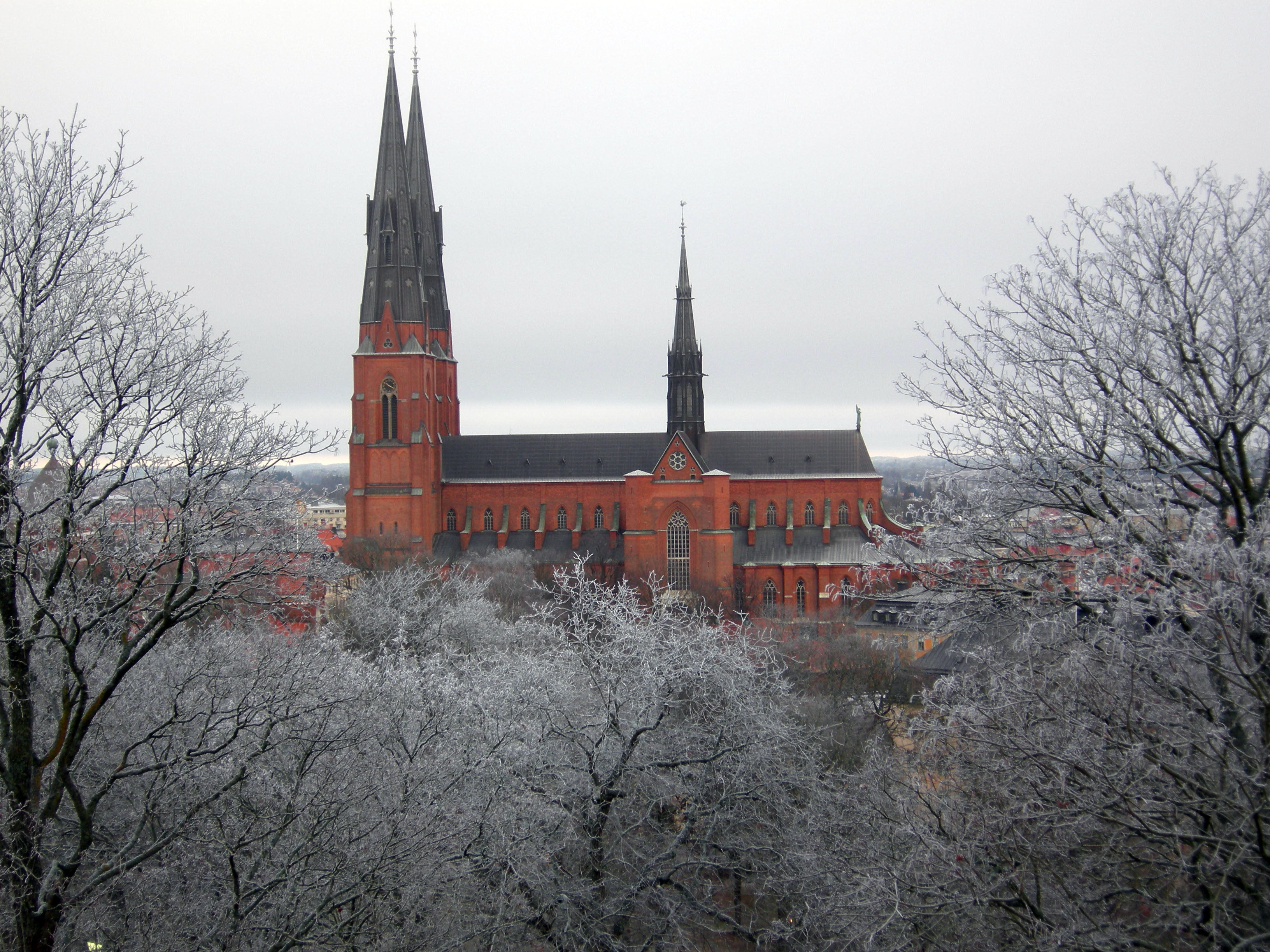
烏普薩拉主教座堂

11世纪之前，瑞典人信仰北歐諸神，屬於北歐的原始宗教，乌普萨拉神庙是瑞典的宗教中心。随着11世纪基督教化，国家的法律也做了相应的修改，禁止信奉原始宗教，直到19世纪末期才废止。1530年代宗教改革后，瑞典王室不再信奉天主教，基督新教的信義宗取而代之。18世纪后期，信奉犹太教和天主教等其它教派的信徒开始被允许在瑞典生活和工作。1951年，瑞典将宗教自由写入了法律。2000年，正式除去瑞典信義會的國教地位。
现在，大约75%的瑞典人属于瑞典信義會，不过这个数字每年都在减少，約2%的定期去教堂的人也越来越少。不少瑞典人在出生時受洗成為瑞典信義會的會員。
据统计，瑞典人大约有275,000人属于非自由教会，在瑞典生活的移民中约有92,000人信奉天主教，100,000人信奉東正教，500,000人是穆斯林。
根据2005年欧盟民意调查机构进行的民意调查显示，23%的瑞典人相信有神，53%的人认为有某种形式的精神力或生命力，23%的人不相信任何神、精神力或生命力。

## 文化

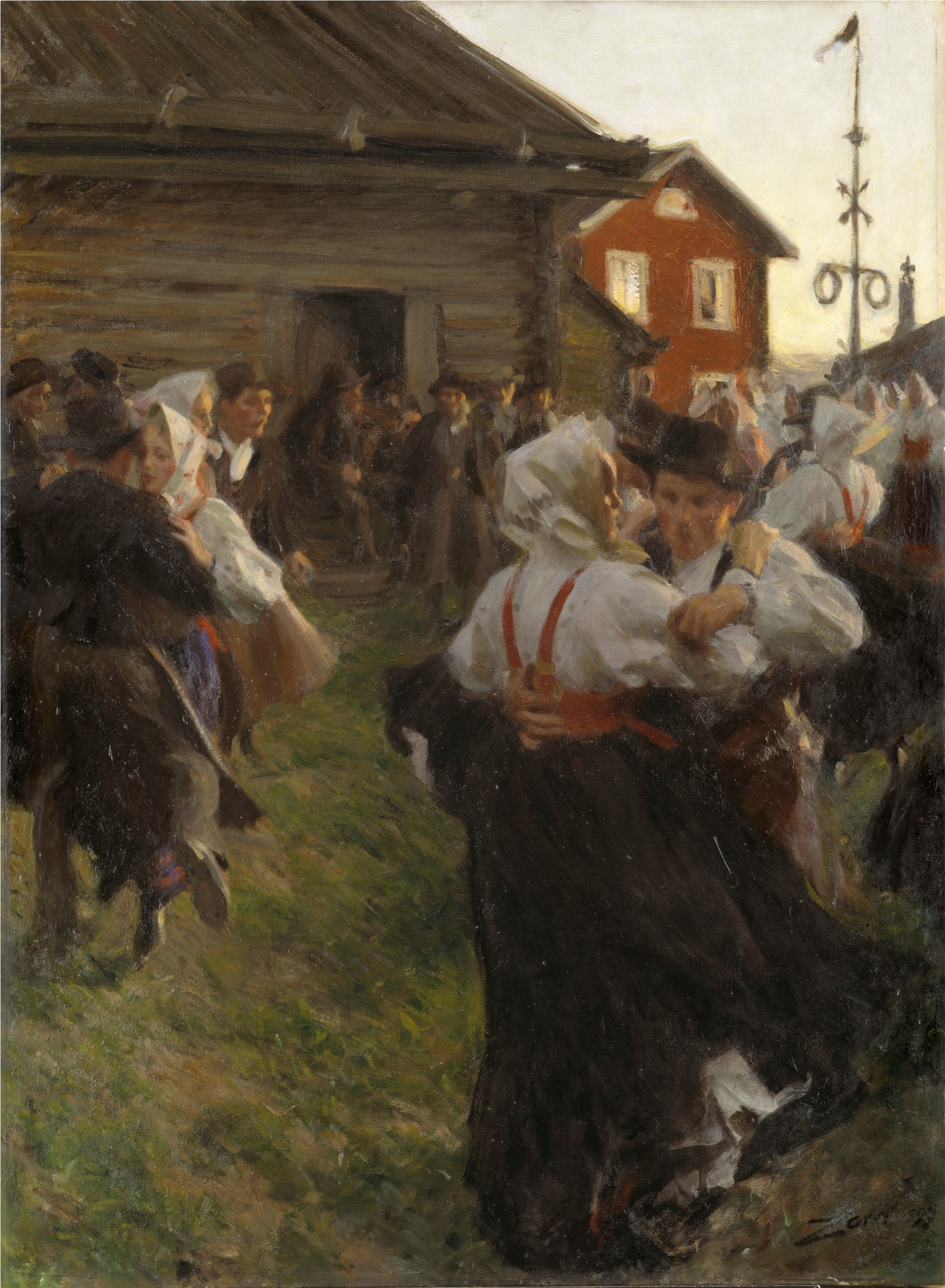
安德斯·左恩的作品《仲夏夜》

18世纪中期以来，瑞典为西方文明和科学做出了很多贡献。
瑞典有很多推动全球发展的发明和发现。著名人物包括阿尔弗雷德·诺贝尔、安德斯·摄尔修斯、卡尔·林奈、巴尔察·冯·普拉敦、卡尔·威廉·舍勒、永斯·贝采利乌斯、约翰·埃里克松、安德斯·埃格斯特朗、拉斯·马格纳斯·埃里克松、阿伦尼乌斯、阿尔维德·卡尔森和霍肯·兰斯。
瑞典有大批举世闻名的作家，如贺宁·曼凯尔、伊曼紐·斯威登堡、奥古斯特·斯特林堡、塞尔玛·拉格洛夫、哈里·马丁逊和阿斯特丽德·林格伦等。最有名的艺术家包括画家卡尔·拉森、安德斯·佐恩、亚历山大·罗斯林和雕刻家托比亚斯·舒吉尔、卡尔·米勒斯。
20世纪以来，瑞典电影业也有出色表现。莫里兹·斯蒂勒与维克多·斯约史特洛姆是瑞典古典电影学派的主要代表人物。20年代至今，导演英格玛·伯格曼和波·维德伯格都夺得过奥斯卡金像奖，演员葛麗泰·嘉寶、英格丽·褒曼、安-玛格丽特、莉娜·欧琳、马克斯·冯·西多和杜夫·朗格更是受全球观众喜爱。
2009年5月1日，此前在瑞典议会通过的性別中立婚姻法案正式生效，瑞典正式成为世界上第七个承认同性婚姻的国家。
來自瑞典的Mojang工作室開發的電子遊戲Minecraft是世界上最受歡迎的電子遊戲之一。

### 节日
除了传统的聖诞节外，瑞典有很多特殊的节日。如仲夏节庆祝夏至到来；4月30日为五旬節前夜，点燃火把，庆祝春天来临；5月1日劳动节表示支持工人權益和社会民主；12月13日是圣露西亚节，期盼黑夜过去，光明到来。6月6日是瑞典國慶日，但以前并不是正式的假期，直到2005年首次成为正式假期。
命名日是瑞典的颇具特色的传统风俗，每一天都有對應的一至两个传统的瑞典人名，年年固定不变，通常日历上都印有这些名字。如果某日上的名字与自己名字相同时，此日即为“命名日”。到了该日，一般都会得到亲朋好友的祝贺，对于孩子们来说又多了一个可以庆祝的节日。

### 美食

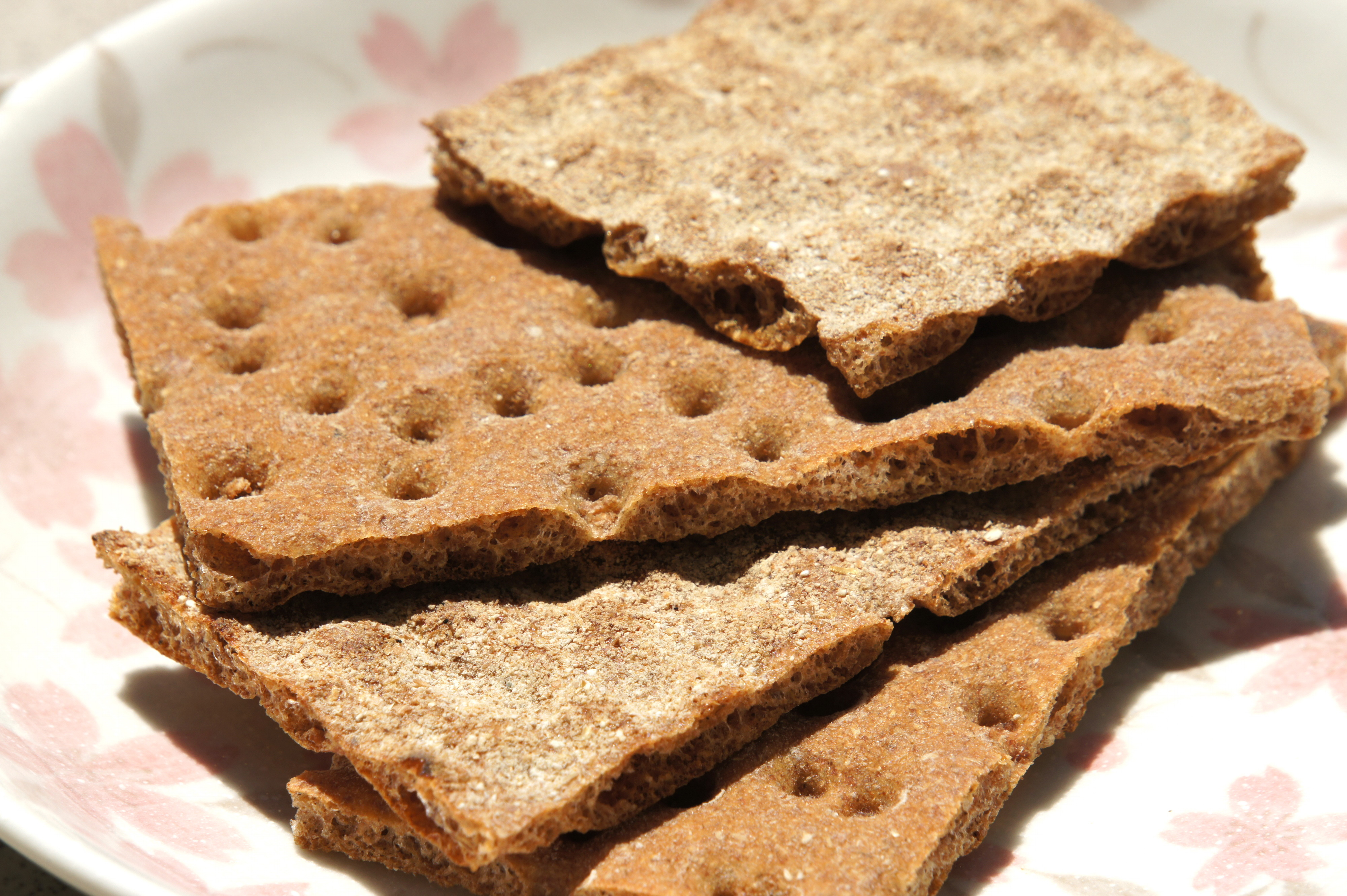
瑞典脆麵包

瑞典和其它斯堪的纳维亚半岛的国家一样，饮食较简单。鱼、肉、馬鈴薯是餐桌上最常见的食品，很少放辣。比较有名的美食包括瑞典肉丸（köttbullar）、薄煎饼（plättar）、碱渍鱼（lutfisk）、发酵鲱鱼（surströmming）等。耶诞节期间瑞典人会喝一种特别的饮料，名为Julmust。另外瑞典實施全國禁酒（針對高濃度酒類），買賣酒品一般需要證件。
瑞典美食，亦隨著IKEA家具店在世界各地發展時均與瑞典本土分店一樣設立瑞典菜餐廳，而逐漸廣為人知。

## 体育
瑞典最受歡迎的兩項體育活動是足球和冰球。足球明星包括龍格堡、拿臣、奥洛夫·梅尔贝里和伊巴謙莫域。馬術运动是除足球外参与人最多的项目，尤其是女子。高尔夫、田径、手球、福乐球、篮球和曲棍球也有不少爱好者。棒球在瑞典不太流行。
瑞典曾经诞生很多网球明星，如前单打排名世界第一的比约恩·博里、马茨·维兰德和斯特凡·埃德贝里，乔纳斯·比约克曼则曾经在双打排名世界第一。滑雪运动也是瑞典传统强项，英厄马尔·斯滕马克、佩妮拉·维贝里和安尼娅·帕尔松都多次夺得高山滑雪世界冠军；西克斯滕·耶恩贝里、贡德·斯万、托里尼·莫格伦和托马斯·瓦斯贝里是越野滑雪的奥运金牌获得者；简·博克勒夫发明了「V」字形跳臺滑雪跳法。
瑞典在田径运动也是人才济济。近年来更是佳绩频传。跳高运动员有欧洲记录保持者帕特里克·舍贝里、凯萨·贝里奎斯特和获得2004年奥运会冠军的斯特凡·霍尔姆；获得该届奥运会冠军的还有七項全能运动员卡罗琳娜·克吕夫特和三级跳远运动员克里斯蒂安·奥尔松。
瑞典其它著名运动员还有重量级拳击冠军英厄马尔·约翰松，高尔夫运动员杰斯佩·帕尼维克、亨里克·斯滕松、安妮卡·索伦斯坦，五次乒乓球世界冠军瓦尔德内尔，世界摩托车锦标赛冠军托尼·里查德森，获得世纪最佳手球运动员的芒努斯·维斯兰德。
瑞典曾举办过1912年夏季奥林匹克运动会和1958年世界盃足球賽。其它重要比赛还包括1992年欧洲足球锦标赛，1995年女子世界杯足球赛，和冰球、田径、滑雪等项目的世界级比赛。
很受歡迎的運動是定向運動，在北欧非常流行。

## 延伸阅读
[在维基数据编辑]
 《清史稿/卷159》，出自趙爾巽《清史稿》